# Graphocephala appropinquans
Graphocephala appropinquans är en insektsart som beskrevs av Fowler 1899. Graphocephala appropinquans ingår i släktet Graphocephala och familjen dvärgstritar. Inga underarter finns listade i Catalogue of Life.